# Dictionnaire des cultures gays et lesbiennes
Le Dictionnaire des cultures gays et lesbiennes est un ouvrage des éditions Larousse paru en 2003. Dirigé par Didier Eribon et Arnaud Lerch, il a pour sujet les cultures homosexuelles. 
Ce dictionnaire comporte plus de 570 articles qui totalisent deux millions de signes. Il est également illustré de nombreuses photographies en noir et blanc. Des citations tirées du texte sont aussi régulièrement reprises en incrustation.
Le contenu couvre les domaines des références culturelles et artistiques communes, les associations homosexuelles les plus célèbres, les théoriciens, les événements LGBT, les mœurs et modes de vie (sexualité…), les aspects légaux (Pacs, adoption…), et les gay and lesbian studies (histoire, sociologie, queer theory…).
Il propose des entrées consacrées à la biographie de plusieurs artistes, écrivains, philosophes ou chanteurs homosexuels, ou ayant eu une grande influence sur la communauté homosexuelle (comme ABBA, Barbara ou Village People).
Il propose également cinquante dossiers thématiques, et deux cahiers d'illustrations en couleurs consacrés à l'art et à la chanson.